# Квемо Накалакарі
Квемо Накалакарі (груз. ქვემო ნაქალაქარი) — село в Грузії.
За даними перепису населення 2014 року в селі проживає 118 осіб.